# بزم (سروستان)
بزم (بالفارسية: بزم) هي قرية تقع في إيران في قسم سروستان الريفي. يقدر عدد سكانها بـ 45 نسمة بحسب إحصاء 2016.